# مصنع جوبيتر
مصنع جوبيتر هو مصنع مهجور يقع في مدينة بريبيات، أوكرانيا. رسمياً كان المصنع يصنع مسجلات الكاسيت ومكونات الأجهزة المنزلية. أنتج المصنع سرًا مكونات أشباه الموصلات للجيش، وكان لديه ورش اختبار للأنظمة الروبوتية.